# Murcof
Murcof, nom de scène de Fernando Corona, est un artiste mexicain de musique électronique , né le 26 juillet 1970 à Tijuana, au Mexique.

## Biographie
Dans les années 1990 et jusqu'au début des années 2000, Fernando Corona est un membre de Nortec Collective, un groupe mélangeant musique traditionnelle du Mexique et musique électronique.
Il lance sa carrière solo en 2001, sous le pseudonyme Murcof. Elle s'inscrit dans une volonté de marier la musique expérimentale et classique dans leur expression la plus minimaliste, d'apporter un face à face d'indéterminations numériques avec une chaleur acoustique et d'essayer de trouver l'harmonie et la complémentarité entre eux.

## Discographie

### Albums
- 2002 : Martes (Leaf)
- 2004 : Utopia (Leaf)
- 2005 : Remembranza (Leaf)
- 2007 : Cosmos (Leaf)
- 2008 : Mexico avec Erik Truffaz et Talvin Singh (Blue Note)
- 2008 : The Versailles Sessions (Leaf)
- 2009 : La Sangre Iluminada (Intolerancia)
- 2013 : First Chapter avec Philippe Petit (Aagoo Records)
- 2014 : Being Human Being avec Erik Truffaz (Mundo Recordings)
- 2014 : Lost In Time (Casino Luxembourg)
- 2016 : Statea, avec Vanessa Wagner (InFiné)
- 2018 : Lost in time
- 2021 : The alias sessions

Le titre Mes de l'album Martes a servi de thème musical à la chaîne de télévision espagnole La 2 de 2003 à 2006[réf. souhaitée].

### Singles/EP
- 2002 : Monotonu (context)
- 2003 : Ulysses (Leaf)
- 2004 : Ultimatum (Leaf)
- 2004 : Utopia Remixes (Leaf)
- 2016 : EP.01, avec Vanessa Wagner (InFiné)
- 2017 : EP.02, avec Vanessa Wagner (InFiné)
- 2017 : EP.03, avec Vanessa Wagner (InFiné)

### Compilations
- 2005 : Martes / Utopía (Static Discos)
- 2015 : Martes + Utopía (Leaf)